# Bellwood (Virginia)
Bellwood es un lugar designado por el censo situado en el condado de Chesterfield, Virginia  (Estados Unidos). Según el censo de 2010 tenía una población de 6.352 habitantes.

## Demografía
Según el censo del 2000, Bellwood tenía 5.974 habitantes, 2.323 viviendas, y 1.598 familias. La densidad de población era de 388,3 habitantes por km².
De las 2.323 viviendas en un 36,1%  vivían niños de menos de 18 años, en un 43,7%  vivían parejas casadas, en un 18,1% mujeres solteras, y en un 31,2% no eran unidades familiares. En el 25,2% de las viviendas  vivían personas solas el 7,7% de las cuales correspondía a personas de 65 años o más que vivían solas. El número medio de personas viviendo en cada vivienda era de 2,57 y el número medio de personas que vivían en cada familia era de 3,05.
Por edades la población se repartía de la siguiente manera: un 28,4% tenía menos de 18 años, un 8,6% entre 18 y 24, un 31,9% entre 25 y 44, un 21,9% de 45 a 60 y un 9,2% 65 años o más.
La edad media era de 34 años.  Por cada 100 mujeres de 18 o más años  había 95,8 hombres.
La renta media por vivienda era de 34.433$ y la renta media por familia de 39.632$. Los hombres tenían una renta media de 28.144$ mientras que las mujeres 25.000$. La renta per cápita de la población era de 16.764$. En torno al 13,6% de las familias y el 16,8% de la población estaban por debajo del umbral de pobreza.

## Localidades adyacentes
El siguiente diagrama muestra a las localidades más próximas a Bellwood.